# Vilém Zrzavý
Vilém Zrzavý (Praga, Txèquia, 12 d'abril de 1895 - Zamość, Polònia, 1942), fou un compositor txec.
El 10 de desembre de 1941 va ser deportat a Theresienstadt. Es desconeix la seva activitat musical; als registres del Memorial de Terezìn, està signat com a forner. La seva targeta de transport indicava que era un empleat d'una pastisseria. El 28 d'abril de 1942, ell i la seva esposa Pepi Chaja Pessla Zerzavy van ser traslladats a Zamość, on probablement va morir.

## Treballs
- Descripció i visió general de les versions de la peça musical And Jerusalem de Vilém Zrzavý (1895-1942). Al S'fod: Don't lament - obres instrumentals i vocals hebrees i jueves; antologia vol. musical terezín núm.. 4.[5]
- Composició V'lirushalaim per a baríton i quartet de corda[6]